# Трутово
Трутово (пол. Trutowo) — село в Польщі, у гміні Кікул Ліпновського повіту Куявсько-Поморського воєводства.
Населення — 230 осіб (2011).
У 1975-1998 роках село належало до Влоцлавського воєводства.

## Демографія
Демографічна структура станом на 31 березня 2011 року:
|          | Загалом | Допрацездатний вік | Працездатний вік | Постпрацездатний вік |
| -------- | ------- | ------------------ | ---------------- | -------------------- |
| Чоловіки | 123     | 32                 | 75               | 16                   |
| Жінки    | 107     | 36                 | 50               | 21                   |
| Разом    | 230     | 68                 | 125              | 37                   |